# جون بينينغتون
جون بينينغتون (24 يونيو 1881 - 2 يناير 1942) (بالإنجليزية: John Pennington)‏ هو لاعب كريكت بريطاني (وحمل سابقاً جنسية المملكة المتحدة لبريطانيا العظمى وأيرلندا).